# Max Sulzbachner
Max Sulzbachner (* 31. Januar 1904 in Basel; † 24. August 1985 ebenda) war ein Schweizer Maler, Grafiker, Illustrator, Masken- und Bühnenbildner.

## Leben und Werk
Max Sulzbachner hielt sich 1923 in Paris auf, wo er tagsüber als Fliessbandarbeiter bei Citroën arbeitete und Abendkurse an der Akademie «Scuola Rossi» besuchte. Rudolf Maeglin, der sich von 1922 bis 1925 ebenfalls in Paris aufhielt, machte Sulzbachner zu seinem Mitbewohner und ermutigte ihn, als freier Künstler zu arbeiten.

Max Sulzbachner: Glasfenster in der Pfarrkirche Oberwil in Zullwil

Sulzbachner war Mitbegründer der 1928 neugegründeten Künstlervereinigung Rot-Blau II und der Gruppe 33. Nach dem Tod von Hermann Scherer übernahm er dessen Atelier, das sich direkt neben dem Atelier von Charles Hindenlang befand. Später übernahm Walter Kurt Wiemken und nach ihm Otto Abt das Atelier.
Von 1929 bis 1934 lebte Sulzbachner in Gresgen. In dieser Zeit kam er mit dem Theater Basel in Berührung. In der Folge schuf er zahlreiche Bühnenbilder.
Sulzbachner war bereits in den 1930er-Jahren mit dem Larvenatelier Tschudin Gründer Adolf Tschudin und den Gebrüdern Hermann Eidenbenz, Willy Eidenbenz (1909–1998) und Reinhold Eidenbenz gut befreundet. Bevorzugt malte Sulzbachner Fasnachtslaternen und entwarf Basler Künstlerlarven. 1929 schuf er seine erste Laterne für die Fasnachtsclique «Basler Bebbi», der er fünfzig Jahren angehörte.
Einige seiner Werke gingen aus den Wettbewerben des Kunstkredits Basel-Stadt hervor. Gemeinsam mit Peter Surava und Charles Ferdinand Vaucher gab Sulzenbacher ab 1945 die literarisch-satirische Zeitung Der grüne Heinrich heraus. 1942 berief der Direktor der Allgemeine Gewerbeschule Basel, Hermann Kienzle, Sulzbachner als Nachfolger von Fritz Baumann. Sulzbachner unterrichtete die Fächer Farben und Form sowie Textilzeichnen bis zu seiner Pensionierung 1969. 1973 schuf er ein Glasfenster für die Pfarrkirche Oberkirch in Zullwil.
Seine letzte Ruhestätte fand Sulzbachner auf dem Friedhof am Hörnli. Sein Grabstein befindet sich heute in der Sammlung des dortigen Museums für Bestattungskultur.

## Schriften
- Vom Sulzbi verzellt. (stargg erwyteriti zweiti Ufflag). Buchverlag National-Zeitung, Basel 1976.
- Die Aufgabe des Bühnenbildners, 1944. (doi:10.5169/seals-24979#70)